# Zawady Małe (powiat ostródzki)
Zawady Małe – osada w Polsce, położona w województwie warmińsko-mazurskim, w powiecie ostródzkim, w gminie Ostróda.
Do 2024 r. miejscowość była częścią wsi Stare Jabłonki. W latach 1975–1998 Zawady Małe administracyjnie należały do województwa olsztyńskiego.
Przy szosie w lesie znajdują się m.in. cmentarz oraz 3 pomniki ku czci 120 Polaków i Rosjan, więźniów niemieckiego obozu koncentracyjnego Soldau (KL) w Działdowie, zamordowanych w nocy z 21 na 22 stycznia 1945 roku.